# Austin Carlile
Austin Robert Carlile (Pensacola, 27 settembre 1987) è un cantante statunitense, noto per essere stato il cantante degli Of Mice & Men dal 2009 al 2016.

## Biografia

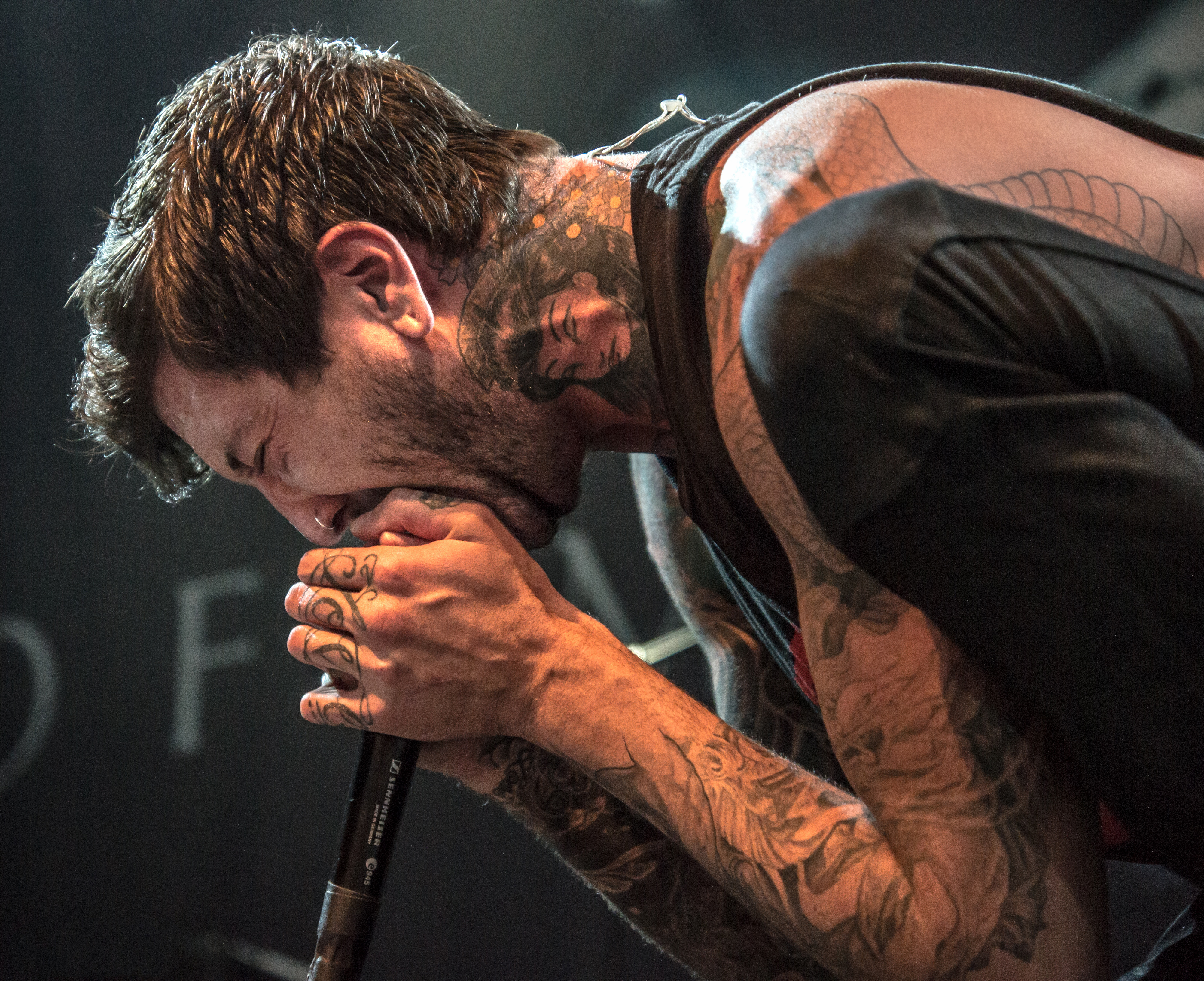
Austin Carlile in concerto con gli Of Mice & Men nel 2014

Prima di entrare negli Attack Attack!, mentre viveva nell'Ohio, Carlile fece parte di un gruppo locale, i "Call It Even". Dal 2007 al 2009 canta per gli Attack Attack!, con cui realizza un EP e il loro album di debutto, Someday Came Suddenly. Dopo esser stato cacciato dalla band per varie divergenze con gli altri membri, fonda gli Of Mice & Men nel 2009, che ottengono subito un contratto con la Rise Records. Nell'aprile 2010 ha subito un intervento a cuore aperto reso necessario dalla sindrome di Marfan diagnosticatagli all'età di 18 anni.
L'intervento gli ha impedito di partecipare ai tour degli Of Mice & Men. La band lo sostituisce quindi con Jerry Roush degli Sky Eats Airplane per i concerti successivi. Nello stesso periodo Carlile e gli altri membri della band entrano in conflitto per ragioni non specificate, e decidono di separarsi. Carlile decide quindi di dare vita a un nuovo progetto musicale con l'amico Alan Ashby, con cui realizza solo alcune demo.
Il 3 gennaio 2011 viene annunciato il suo ritorno nella formazione degli Of Mice & Men insieme ad Ashby, che prende il posto di chitarrista.
Nei primi giorni di giugno 2015 viene nuovamente ricoverato per affrontare, il 18 giugno, ciò che lui stesso ha definito il suo "grande intervento finale" al cuore allo Stanford Hospital, dove rimane sotto i ferri per oltre 5 ore, 3 delle quali clinicamente morto. Viene dimesso il 21 giugno, ma è nuovamente costretto ad un'altra settimana di ricovero a causa di una polmonite.
Il 30 dicembre 2016 Austin annuncia di aver lasciato ufficialmente gli Of Mice & Men a causa dei numerosi problemi fisici e dalle operazioni che ha dovuto affrontare nel corso dell'anno, e che hanno costretto la band a cancellare tutti i loro tour da ottobre in poi. In un messaggio lasciato su Twitter, il cantante scrive:
Tuttavia, in un post su Instagram datato febbraio 2017, Carlile ha dichiarato di aver voluto lasciare la band anche per via di divergenze artistiche con gli altri membri riguardo ai testi del prossimo album. Alla domanda di un fan se avrebbe più collaborato con gli Of Mice & Men, il cantante ha infatti risposto:
Annuncia inoltre di aver intenzione di continuare a scrivere e comporre musica, e che dedicherà maggiormente la sua voce e la sua vita alla sua fede in Dio e a ciò che per lui rappresenta. Tuttavia, dal 2017 Carlile inizia a lavorare come allenatore di baseball in Costa Rica, abbandonando definitivamente la carriera musicale.

## Vita privata
Dal 2010 al 2011 è stato sposato con Gretchen "Gielle" Hellevig.
Nel 2019 si sposa con la fidanzata Marivel Gavaldon; i due hanno avuto la loro prima figlia, Lovelokai, il 15 gennaio 2021. La famiglia abita a Guanacaste, Costa Rica, dove Carlile si dedica alla professione di allenatore di baseball giovanile. Dal 2016 si dichiara un cristiano rinato.
Dei numerosi tatuaggi presenti sul suo corpo, uno sul ginocchio è dedicato a una fan degli Of Mice & Men, Katelyn Norman, morta a 14 anni a causa di un osteosarcoma nel 2013.

## Controversie legali
Il 30 marzo 2013 è stato arrestato a Bowling Green, nell'Ohio, insieme al tecnico degli Of Mice & Men Loniel Robinson per un'aggressione che ha portato alla frattura del naso di un altro uomo. Successivamente è stato rilasciato su una cauzione di 25.000 dollari con l'impegno di doversi presentare al processo fissato per il 15 aprile. Al processo il reato di Carlile è stato giudicato di minore gravità, e il cantante ha dovuto pagare 335 dollari prima di essere assolto.
Nel 2020 viene accusato pubblicamente di stupro da diverse donne: l'ex cantante respinge tali accuse, dichiarandole come infondate e diffamatorie. Viene altresì reso noto che, per pressione dei suoi avvocati, Alternative Press avrebbe insabbiato le testimonianze che in origine dovevano essere pubblicate in una delle pubblicazioni del mensile.

## Discografia

### Con i Call It Even
EP
- 2006 – Over and Done EP

### Con gli Attack Attack!
EP
- 2009 – If Guns Are Outlawed, Can We Use Swords?

Album in studio
- 2008 – Someday Came Suddenly

### Con gli Of Mice & Men
Album in studio
- 2010 – Of Mice & Men
- 2011 – The Flood
- 2014 – Restoring Force
- 2016 – Cold World

Album dal vivo
- 2016 – Live at Brixton

### Collaborazioni
- 2008 – Time Won't Wait dei Fantastic!, nell'album Go Whatever
- 2009 – Have You Ever Danced? dei Breathe Carolina, nell'edizione deluxe dell'album Hello Fascination
- 2009 – Truth Be Told degli Her Demise, My Rise, nell'album The Takeover
- 2009 – It's a Long Drive Home from Texas dei We Are Defiance
- 2009 – Fighting Is for Dead Men dei Though She Wrote, nell'album The Invitation
- 2011 – The New York Chainsaw Massacre dei That's Outrageous!, nell'album Teenage Scream[17]